# 모란 로젠블라트
모란 로젠블라트(히브리어: מורן רוזנבלט, 영어: Moran Rosenblatt, 1985년 9월 14일 ~ )는 이스라엘의 배우이다. 제26회 오빌상 여우주연상 수상자이다.